# Dej Tip
Hlášení závad – Dej Tip (do roku 2016 Dej Tip) je webová a mobilní aplikace pro evidenci problémů či závad. Autorem systému je dánská společnost Intergraph, která ji spustila v roce 2011 pod názvem Giv et Praj, autorem české verze, nasazené roku 2012, jsou společně firmy TKP geo s.r.o. a Intergraph CS s.r.o. a provozovatelem společnost TKP geo s.r.o. z Českých Budějovic. Primárně je služba určena pro obce, ale je nabízena i jiným subjektům, například správcům silnic, pro údržbu různých areálů, kontrolu provedených prací, zajišťování bezpečnosti práce atd. Autorizovaným distributorem (není zřejmé, zda základní verze Dej Tip, nebo jen upravené verze Dej Tip Pro) byla společnost GEFOS a.s. Od ostatních obdobných služeb a aplikací se liší především tím, že podněty lze vkládat pouze anonymně, a tedy neexistuje ani adresná zpětná vazba k ohlašovateli. Města a obce za aplikaci platí podle počtu obyvatel, dle reportáže z Moravskoslezského kraje od několika set korun až do 8 tisíc Kč měsíčně. Systém expandoval zejména v letech 2012 a 2013, od té doby jeho rozšíření spíše stagnuje.

## Popis
Pomocí webové stránky (tato možnost byla přidána v květnu 2013)) nebo aplikace pro iOs, Android i Windows (varianta pro Windows byla přidána v srpnu 2017), která je zdarma ke stažení, je možné odeslat fotografii, popis a přesnou polohu problému či závady. Bez lokalizace v mapě a přiložení fotografie nelze zprávu odeslat, slovní popis problému je nepovinný. Odesílatel zařazuje problém do některé z kategorií podle typu problému či závady. Webová verze vyžaduje k odeslání zadat kontrolní kód CAPTCHA. Souřadnice aplikace zaznamenává sama na základě detekce polohy mobilním telefonem.
Systém neshromažďuje žádné informace o uživatelích a celá komunikace probíhá anonymně. Z toho důvodu také oznamovatel nedostává zpětnou vazbu adresně e-mailem ani na telefon, ale pouze prostřednictvím veřejně dostupné mapy a seznamu. Tam ovšem oznamovatel a veřejnost nevidí žádnou konkrétní odpověď ani informaci o způsobu řešení, ale pouze aktuální status podnětu, např. „v řešení“ nebo „vyřešeno“. Zveřejněny nejsou ani dokumentační fotografie k podnětům. V systému však je zaznamenáno, ze které aplikace (operačního systému) byla zpráva odeslána a ze kterého typu mobilního zařízení.
Obci či jinému správci podnětů je odeslán e-mail se shrnutím podnětu (podle článku o městě Táboře dostává město pouze 1x denně souhrnný e-mail o závadách nahlášených za den, podle jiných článků dorazí zpráva v řádu minut po zadání). Dále má obec přístup do webového administračního rozhraní, v němž může nastavovat svým pracovníkům různé stupně práv. Systém generuje také některé základní statistiky.
Závady si může obec zobrazit v mapovém okně (geoportálu) v kontextu dalších datových a mapových sad. Obec může na svůj web veřejně umístit rozhraní služeb WMS a WFS napojených na evidenci.
Jako možný kompatibilní doplněk výrobce nabízí jako modul webovou aplikaci AMG, která může doplnit či nahradit formuláře a základní služby Dej Tip.
Verze připravená na míru Správě a údržbě silnic Jihočeského kraje je označována Dej Tip Pro. V listopadu 2016 byly aplikace „Dej Tip“ nahrazeny novými verzemi s názvem „Hlášení závad - Dej Tip“.
Při vývoji mobilní aplikace byl použit framework Xamarin pro multiplatformní vývoj aplikací.

## Kritika
Za největší slabinu je považována absence adresné zpětné vazby. Zobrazení tipů v mapě je nepřehledné a pokud ohlašovatel chce sledovat například 15 tipů, které sám zadal, je jejich hledání neefektivní. Vedoucí odboru informačních a komunikačních technologií budějovického magistrátu David Kříž naopak považoval anonymitu hlášení za velké plus. Webová verze není optimalizována pro mobilní zařízení.

## Využití
Dánsko je domovskou zemí teto aplikace. V Dánsku byla spuštěna roku 2011 a podle nedatované zprávy SÚS JK (zřejmě z července 2013) měla aplikace v Dánsku více než 10 000 stažení a její rozhraní používalo 40 % obcí. Rozšířila se i ve Švédsku.  Pravděpodobně jde o aplikaci Giv et Praj, u níž je jako výrobce uváděna společnost Intergraph Danmarks.
První česká města ji začala používat v dubnu 2012, pilotním městem byly České Budějovice.
Systém využívá řada měst a obcí v České republice
- České Budějovice byly v roce 2012 jedním z prvních měst, které službu nasadilo,[10] podle jedné zprávy šlo na začátku roku 2012 o úplně první ostré nasazení a spuštění v rámci České republiky.[14] V roce 2017 evidovalo 341 nových tipů a 648 jich evidujeme jako vyřešené, včetně tipů z předchozího roku.[10] Do 18. května 2018 měli od začátku roku 267 hlášení, z toho 117 v řešení a 137 již vyřešených.[10] MF Dnes službu otestovala, redaktor nahlásil pět závad (2 odpadkové koše a 3 lavičky), při kontrole po dvou týdnech byly všechny nahlášené závady opravené.[10] V diskusi k článku na iDnes.cz však čtenář upozornil, že takové řešení existuje po celém světě, ovšem používá se jako doplňující k pravidelným kontrolám a plánům, zatímco v Českých Budějovicích je to v poloze, že lavička je zničena 20 let a 20 let chudák čeká, až ji občan vyfotí, namísto toho, aby lidé z magistrátu zvedli zadek a problémy poznali sami.[10] Redaktor Petr Jindra z budějovické sekce webu City.cz v březnu 2019 přišel s mylnou tezí, že Dej Tip je vlastní aplikace, kterou si vytvořilo město České Budějovice jako konkurenci celostátního systému ZmapujTo, resp. Zlepšeme Česko.[15]
- Městská policie města České Budějovice ji využívá pro odchyt psů.[6]
- Havířov systém nasadil v roce 2012[12] nebo 2013.[16][17] Podle České televize službu v listopadu 2012 současně zavedla města Studénka, Havířov a Horní Benešov a chystaly se jej zavést Nový Jičín, Kopřivnice a Karviná.[2] Za rok 2013 přišlo v Havířově 244 podnětů, z toho v době reportáže koncem března 2019 bylo vyřešeno nějakých 180.[16][17]
- Horní Benešov umístil informaci na svůj web [18]
- V Klimkovicích v září 2014 systém již nefungoval, současně zanikla i svobodná diskuse občanů na místním webu.[19]
- Rychnov nad Kněžnou se připojil v lednu 2013.[20]
- Těrlicko oznámilo spuštění služby 24. ledna 2013.[21]
- Tábor[22] používá systém od února 2013.[11] Za prvních necelých 10 měsíců fungování přišlo asi 70 podnětů, tedy v průměru zhruba 8 za měsíc, přičemž město nedělalo žádnou masivní medializaci.[11] Táborský deník v létě 2013 nahlásil tři závady a liboval si, že do konce listopadu byly dvě z nich napravené.[11] Vedle toho existuje obdobně fungující rubrika pro hlášení závad s navazujícím systémem evidence na webové stránce Technických služeb, ovšem byla zprovozněna až v závěru roku 2016.[23] Jednatel Technických služeb v srpnu 2018 uvedl, že „je určitě dobře, že jsou tu dva kanály, které mohou občané pro upozornění na závady využívat“.[23]
- Lišov se připojil 5. února 2013.[24]
- Správa a údržba silnic Jihočeského kraje[25] používá od července 2013[4] verzi Dej Tip Pro, která je jí upravena na míru.[1]
- Pardubice,[26] Aplikaci využívá město od prosince 2013, za rok 2017 zde lidé poslali 421 upozornění, z toho pouze 46 bylo k 10. lednu 2018 vyřízeno, u většiny zůstal pouze status „evidováno“.[9] O dva měsíce dříve zřídil službu městský obvod Pardubice III, město se poté přidalo.[27] Primátorka Pardubic Štěpánka Fraňková zdůraznila, že se město rozhodlo pro variantu formuláře, v němž je na webu města vidět další osud každého upozornění, jak s jejich tipem pracovníci údržby naložili.[27]
- Český Krumlov zavedl službu od 1. srpna 2013.[28] Původně snad byla k dispozici jen webová verze, v lednu 2018 byla oznámena inovace a rozšíření o mobilní verze.[29] Od srpna 2013 do ledna 2018 bylo přijato téměř 1300 hlášení, nejvíc podnětů se týká výtluků na silnicích a chodnících, poškozených laviček, kontejnerů nebo nefunkčního veřejného osvětlení.[29] Podle tajemníka městského úřadu aplikace slouží k řešení drobnějších problémů, nikoliv ke sběru podnětů dlouhodobého, strategického rázu.[29]
- Hranice systém inzeruje jako službu k jednoduchému hlášení drobných závad ve městě od 23. října 2017,[30] ještě v červenci 2018 jej lokální neoficiální web inzeroval jako novinku.[31] Od 11. června 2019 používá město současně i systém Zlepši své město od společnosti T-Mapy, a to „pro hlášení závad, návrhů ke zlepšení veřejného prostranství či zadávání nových podnětů pro budoucí realizace investic“.[30]
- Kaplice nasazení služby oznámila koncem července 2015. Jako příklady úspěšného nasazení přitom radnice uváděla České Budějovice, Pardubice, Havířov a SÚS JK.[14]